# Le verità nascoste (serie televisiva)
Le verità nascoste (La verdad) è una serie televisiva spagnola del 2018.
Inizialmente la serie doveva essere trasmessa nel 2016 su Telecinco, ma venne posticipata. In una conferenza stampa di Mediaset España del 2018, la messa in onda era stata annunciata per il 14 febbraio, facendo anche un conto alla rovescia nei social network, ma a causa di vari cambi di programmazione, anche tale data è saltata. Dopo che Canale 5 (canale "cugino" di Telecinco), ha annunciato la messa in onda dal 25 maggio 2018, la televisione spagnola ha iniziato a trasmettere la serie dal 21 maggio 2018.

## Trama
Dopo essere scomparsa in strane circostanze da bambina, Paula riappare come una bellissima ed enigmatica adolescente di 17 anni. Marcos, un ambizioso poliziotto, è il responsabile delle indagini, soprattutto perché la storia della ragazza è piena di incognite che le fanno dubitare della sua veridicità. La ragazza viene restituita ai suoi genitori, ma nessuno è abbastanza sicuro che sia davvero chi dice di essere. Soprattutto Lalo, un giornalista veterano, che getta più benzina sul fuoco assicurando che se la famiglia ha ricevuto la ragazza senza fare domande è perché ha qualcosa da nascondere. Un mistero difficile da districare per un poliziotto inesperto come Marcos, soprattutto quando sembra incapace di resistere alla personalità enigmatica, sensuale e pericolosamente attraente di Paula, un animale ferito che persegue solo una cosa: convincerli a volerlo, qualunque sia il costo.

## Episodi
| Stagione       | Episodi                 | Prima TV Spagna | Prima TV Italia |
| -------------- | ----------------------- | --------------- | --------------- |
| Prima stagione | 16 (Spagna) 10 (Italia) | 2018            | 2018            |

Gli episodi in Italia sono trasmessi con una durata di 100 minuti ciascuno (ad eccezione dell'ottavo da 140 min.), diversamente da quelli originali da 70 l'uno.

## Personaggi e interpreti

### Principali
- Lidia McMahón, interpretata da Lydia Bosch, doppiata da Alessandra Korompay.
- Marcos Eguía, interpretato da Jon Kortajarena, doppiato da Emanuele Ruzza.
- Paula García McMahón, interpretata da Elena Rivera, doppiata da Giulia Catania.
- Eduardo "Lalo" Ruiz, interpretato da José Luis García Pérez, doppiato da Stefano Thermes.
- Fernando García, interpretato da Ginés García Millán, doppiato da Luca Ward.
- Alicia Costa, interpretata da Irene Montalà, doppiata da Federica De Bortoli.

### Ricorrenti
- Ana Llanos, interpretata da Ana Álvarez, doppiata da Giuppy Izzo.
- Enrique McMahón, interpretato da Juan Messeguer, doppiato da Stefano De Sando.
- Toni García McMahón, interpretato da Oriol Puig, doppiato da Federico Campaiola.
- Laura Santos, interpretata da Esmeralda Moya, doppiata da Domitilla D'Amico.
- Luis Fonseca, interpretato da Pedro Mari Sánchez, doppiato da Alessandro Quarta.
- Ramiro Lousa, interpretato da Xavier Estévez, doppiato da Massimo Bitossi.
- Commissario Laguna, interpretata da Susi Sánchez, doppiata da Alessandra Cassioli.
- Rosario, interpretata da Berta Ojea, doppiata da Lorenza Biella.
- Andrés Herrera, interpretato da Paco Marín.
- Ricardo Vega , interpretato da Sergio Peris-Mencheta, doppiato da Francesco Pezzulli.
- Andrea López, interpretata da Leire Zuazua, doppiata da Francesca Manicone.
- Bashir, interpretato da Ayoub El Hilali, doppiato da Flavio Aquilone.
- Izquierdo, interpretato da Juan Carlos Vellido.
- Adela, interpretata da Mariana Cordero.
- Garrido, interpretato da Raúl Tejón, doppiato da Nanni Baldini.
- Arregui, interpretato da Tomás del Estal.
- Uomo di Luis Fonseca, interpretato da Javier Tolosa.